# Makarska
Makarska o Macarsca (en alemán: Macharscha) es una localidad en la costa adriática de la Dalmacia, en Croacia, a unos 60 km al sureste de Split y 140 km al noroeste de Dubrovnik. Pertenece al condado de Split-Dalmacia.
Es un destino turístico, situado en una bahía con forma de herradura entre las montañas de Biokovo y el mar Adriático. La ciudad destaca por su paseo marítimo, adornado con palmeras, en el que cafés, bares y tiendas se asoman al pequeño puerto en el que están amarradas las embarcaciones de recreo. Junto a la playa hay varios hoteles y un camping.
El centro de Makarska es una ciudadela de callejuelas adoquinadas con una plaza principal frente a la iglesia en la cual hay un mercado de flores y fruta y un monasterio franciscano que alberga una colección de conchas marinas.
Makarska es el centro de la riviera de Makarska, que se extiende a lo larto de 60 km entre las localidades de Brela y Gradac. En verano decenas de miles de turistas llegan a la zona desde Alemania, Austria, la República Checa, Eslovaquia, Suecia, Eslovenia, Hungría, Bosnia y Herzegovina y otros países.

## Historia
Los ilirios habitaron en la zona de Makarska. La ciudad aparece en la Tabula Peutingeriana como el puerto de Inaronia, y se la menciona como Muccurum en un documento del sínodo celebrado en Salona en 533, en el que se creó la diócesis de la ciudad. En el siglo VII la región entre el río Cetina y el Neretva fue ocupada por pueblos eslavos, que establecieron el Principado de Neretvia, con Mokro (Makarska) como su centro administrativo. El dogo de Venecia Pietro I Candiano, cuya flota intentaba castigar las actividades de piratería de los barcos de la ciudad, fue derrotado en la misma el 18 de septiembre de 877.
El principado fue anexionado por el Reino de Croacia en el siglo XII y fue conquistado por la República de Venecia un siglo después. A finales del siglo XV, los otomanos conquistaron Makarska (llamada por vez primera por este nombre en 1502). Tras su retorno a Venecia en 1646, fue entregada a Austria por el Tratado de Campo Formio (1797). Entre 1805 y 1815 estuvo bajo el poder de Francia, que le aportó desarrollo cultural, social y económico. El Congreso de Viena asignó Makarska a Austria, situación que se prolongó hasta 1918. 

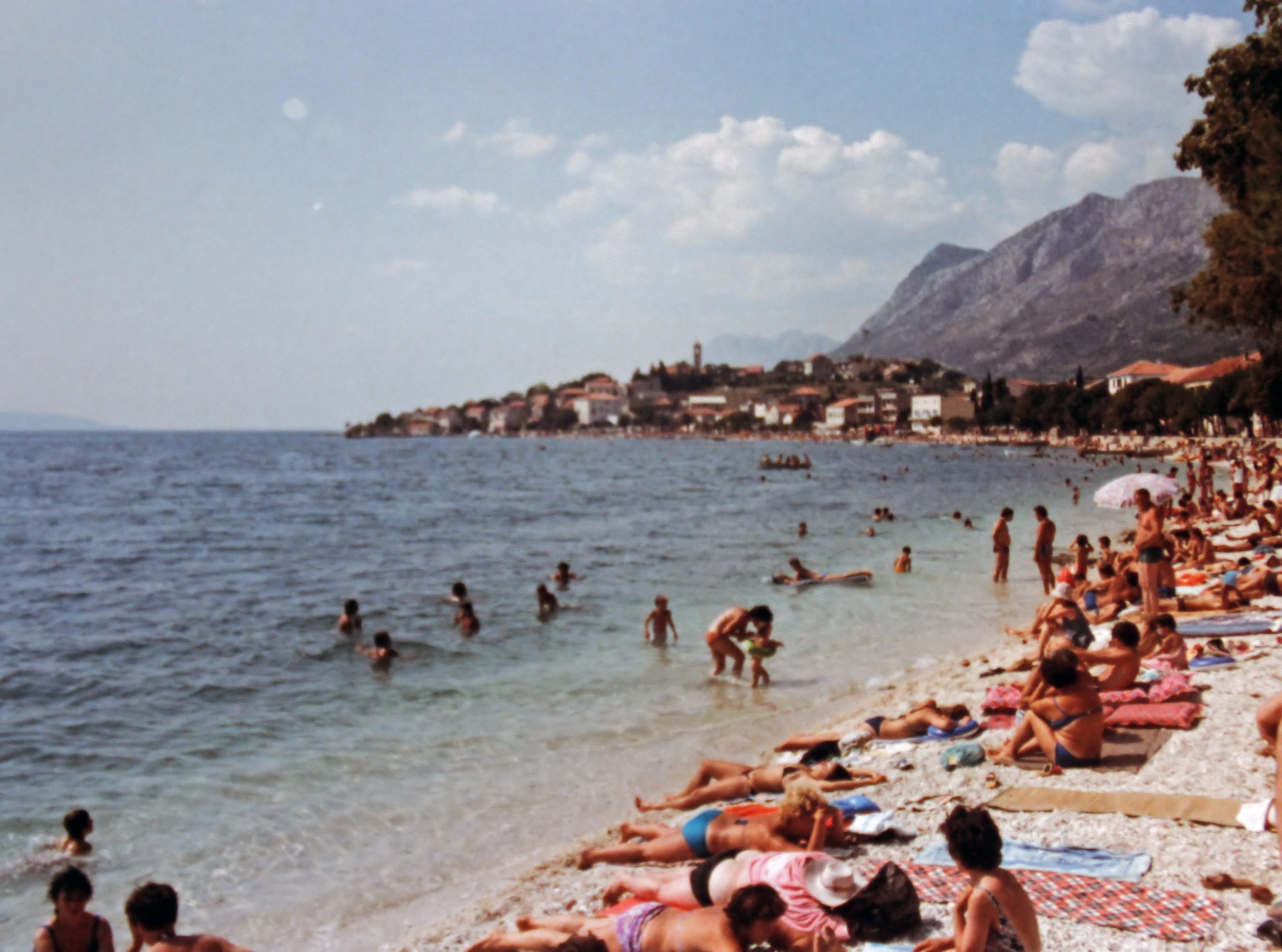
Playa en Makarska a comienzos de la década de 1980

A principios del siglo XX, la agricultura, el comercio y la pesca seguían siendo la base de la economía. En 1914 se construyó el primer hotel, comenzando la tradición turística de la zona. 
Durante la Segunda Guerra Mundial, Makarska formó parte del Estado Independiente de Croacia. Fue puerto de la Armada nacional y Cuartel General del Mando Naval del Adriático Central, hasta que el mando se trasladó a Split. En 2007, continuaba la exhumación de las víctimas de la guerra.

## Patrimonio

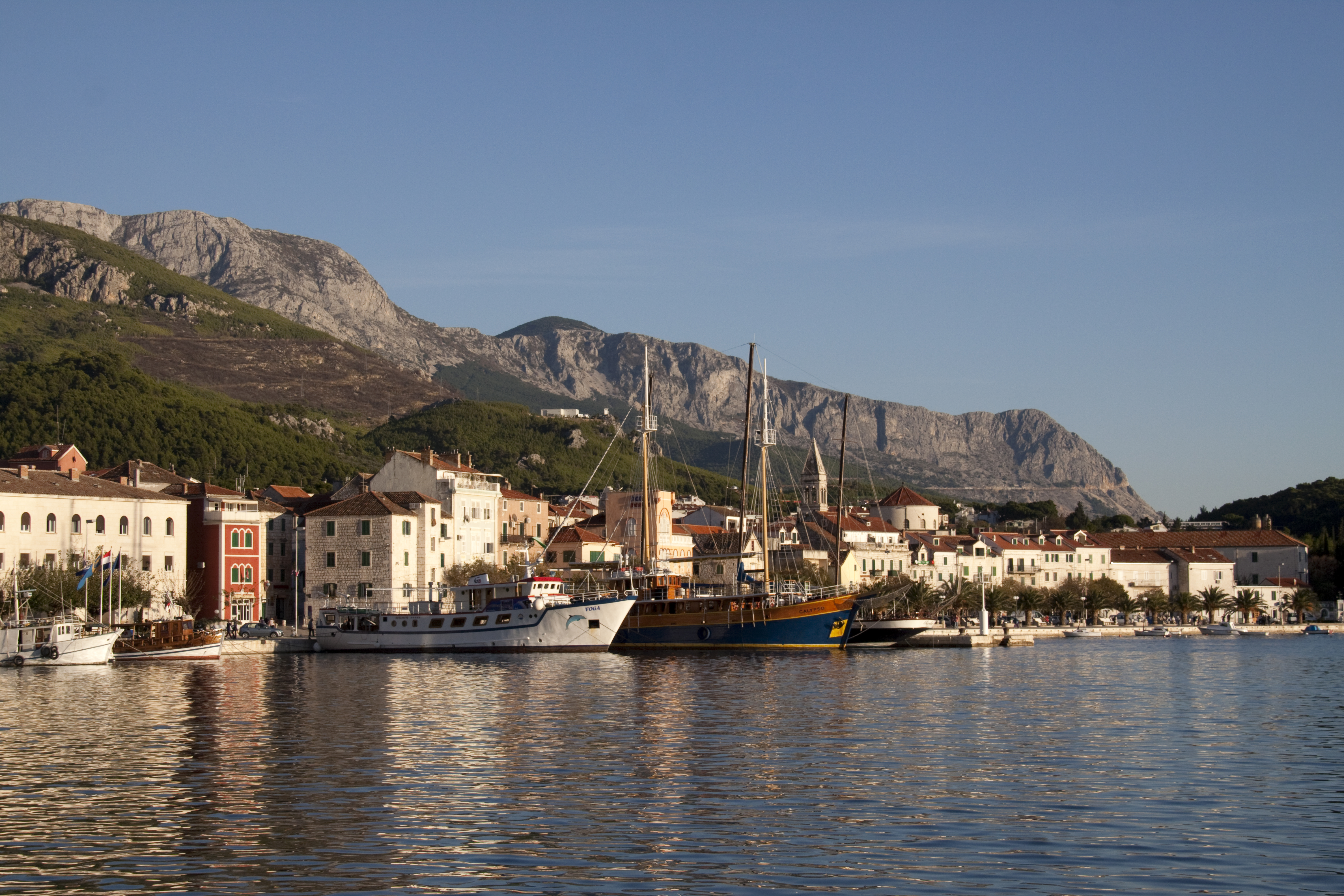
Puerto

- Catedral de San Marcos (siglo XVII), en la Plaza Mayor.
- Estatua del fraile Andrija Kačić Miošić, obra del escultor Ivan Rendić.
- Iglesia de San Felipe (siglo XVIII).
- Iglesia de San Pedro (siglo XIII), situada en la península del mismo nombre (Sveti Petar - San Pedro), reconstruida en 1993.
- Monasterio franciscano (siglo XVI). Alberga una biblioteca con numerosos libros y raros incunables y una famosa colección de conchas marinas.
- Monumento a Napoleón, erigido en honor del mariscal Marmont en 1808.
- El Palacio Ivanisevic, de estilo barroco.
- Villa Tonolli, que alberga el Museo de la Ciudad.

## Personas notables
- Giuseppe Addobbati (1909-1986) - actor italiano
- Andrija Kačić Miošić (1704-1760) - poeta y monje croata
- Viktor Đerek (2000-) - fotógrafo croata